# Nello Troggi
Nello Trogi (Frassinoro, 26 d'abril de 1912 – Villa Minozzo, 21 de juny de 1944) va ser un ciclista italià que fou professional entre 1935 i 1940. En el seu palmarès destaca una victòria d'etapa al Giro d'Itàlia de 1937 i una altra a la Volta a Catalunya de 1940.

## Palmarès
- 1935
  - 1r al Tour de Còrsega i vencedor de 5 etapes
  - Vencedor de 2 etapes al Gran Premi de Bone
- 1936
  - 1r al Circuit de Midi i vencedor de 3 etapes
  - 1r al Gran Premi de Niza
- 1937
  - 1r al Circuit d'Issoire
  - 1r a la Marsella-Avinyó-Marsella
  - Vencedor de 3 etapes a la Volta al Marroc
  - Vencedor d'una etapa al Giro d'Itàlia
- 1938
  - 1r al Tour de Vaucluse
- 1939
  - 1r al Tour del Sud-est i vencedor de 2 etapes
  - 1r al Circuit de Cantal
  - 1r a la Bourg-Ginebra-Bourg
- 1940
  - Vencedor d'una etapa a la Volta a Catalunya

### Resultats al Tour de França
- 1938. 54è de la classificació general

### Resultats al Giro d'Itàlia
- 1936. Abandona (8a etapa)
- 1937. Abandona (7a etapa). Vencedor d'una etapa.  Porta el mallot rosa durant una etapa
- 1940. Abandona (17a etapa)